# Bernard Clerfayt
Pour les articles homonymes, voir Clerfayt.
Bernard Clerfayt [klɛʁfaj], né le 30 décembre 1961 à Uccle, est un homme politique bruxellois, membre de DéFI. Il est bourgmestre de Schaerbeek depuis 2001 et député régional bruxellois jusqu'en 2019. À la suite des élections de 2019, Bernard Clerfayt devient ministre bruxellois de l'Emploi et de la Formation professionnelle, du bien-être animal, de la transition numérique et des pouvoirs locaux (sous Vervoort III). C'est Cécile Jodogne qui le remplace en tant que bourgmestre faisant fonction de Schaerbeek.
Il a été député bruxellois de 1989 à 2007 avant d'être élu député fédéral en juin 2007 et 2010. Du 20 mars 2008 au 6 décembre 2011, il fut secrétaire d'État à la modernisation du Service Public Fédéral Finances, à la fiscalité écologique et à la lutte contre la fraude fiscale dans le gouvernement fédéral belge.

## Biographie
Il étudie l'économie à l'Université catholique de Louvain. Il s'engage dans une carrière scientifique : assistant de recherche à la Katholieke Universiteit Leuven, au sein du Centrum voor Economische Studien de 1984 à 1986. Après un stage d'été au Fonds monétaire international (été 1986) durant lequel il travaille sur les conséquences déstabilisatrices pour les pays en développement de la variabilité des cours des matières premières qu'ils exportent, il rejoint l'IRES à l'Université catholique de Louvain, où il mène une carrière d'assistant de recherche et d'enseignement avant d'accéder à la fonction de maître de conférence invité. Il assume des enseignements en macroéconomie et microéconomie à l'UCLouvain, aux FUCaM (Mons) et aux Facultés catholiques de Lille (1986-1993).
Fils de Georges Clerfayt, député (1971-2003) et président du FDF (1984-1995), il s'intéresse très tôt à la politique. Membre des « Jeunes FDF » dès 1980, il s'inscrit dans la section de Schaerbeek, sa nouvelle commune de résidence en 1985. Artisan du renouveau du FDF local, en opposition à Roger Nols qui a quitté le parti en 1982, il participe aux élections communales de 1988, à la deuxième place sur la liste FDF, et obtient 462 voix. Élu au conseil communal, il devient chef de groupe FDF (4 sièges) et refuse de participer à la majorité Nols-PRL. Élu au Conseil de la Région bruxelloise en juin 1989, il s'intéresse aux questions économiques et d'aménagement du territoire et de patrimoine. Continûment réélu au Parlement bruxellois en 1995, 1999, 2004, il y assume successivement les fonctions de secrétaire du parlement, vice-président, chef de groupe PRL-FDF à l'ACCF, président de la commission de l'aménagement du territoire.
À Schaerbeek, il conduit la liste FDF lors des élections de 1994 : celle-ci passe de 4 à 7 sièges et négocie son entrée dans la majorité LB-FDF-Ecolo-PS-PSC du bourgmestre Francis Duriau (LB). Il accède à la fonction de deuxième échevin et s'occupe de l'urbanisme et de la rénovation de certains quartiers. Il sera également chargé de l'environnement et des propriétés communales durant toute la durée de son mandat. En 2000, il conduit la liste PRL-FDF qui obtient 16 sièges et accède à la fonction de bourgmestre à la tête d'une majorité PRL-FDF/Ecolo/PS. Durant son premier mandat de bourgmestre, il fait adopter un vaste programme d'assainissement des finances publiques de la Cité des ânes, confrontée à un déficit de 22 millions d'euros en 2001.
En octobre 2006, la socialiste Laurette Onkelinx se présente comme  candidate pour le mayorat de la commune. La campagne électorale se transforme en un combat politique. Finalement, Bernard Clerfayt enregistre un score personnel de 12 654 voix, soit plus de voix personnelles que l'ensemble de la liste socialiste réunie. Il met en place une nouvelle majorité Liste du Bourgmestre/Ecolo.
Candidat en juin 2007 aux élections fédérales, il est élu député avec plus de 16 000 voix.
Le 20 mars 2008, Bernard Clerfayt prête serment devant le roi Albert II comme secrétaire d'État au sein du Gouvernement Leterme I où il est attaché au Ministre des Finances, chargé de la Modernisation des Finances, de la Lutte contre la Fraude fiscale et de la Fiscalité environnementale. Il conserve cette fonction dans les gouvernements Van Rompuy (décembre 2008 - novembre 2009) et Leterme II (novembre 2009 - décembre 2011).
Lors des élections régionales et européennes de juin 2009, il est réélu député bruxellois avec plus de 8 000 voix et récolte plus de 35 000 voix comme dernier suppléant sur la liste européenne du MR.
Il est élu député de la Région de Bruxelles-Capitale le 25 mai 2014.
En juillet 2019, à la suite des élections de mai 2019, Bernard Clerfayt devient ministre bruxellois de l'Emploi et de la Formation professionnelle, du bien-être animal, de la transition numérique et des pouvoirs locaux (sous Vervoort III). À Schaerbeek, il est remplacé par Cécile Jodogne en tant que bourgmestre faisant fonction.
Lors des élections communales du 13 octobre 2024 à Schaerbeek, la Liste du Bourgmestre menée par Bernard Clerfayt (DéFI) a subi une défaite notable, obtenant 12,6 % des voix, soit une baisse de 19,4 % par rapport à 2018. Bernard Clerfayt a recueilli 2 617 suffrages, se classant ainsi en deuxième position derrière Hasan Koyuncu du PS, qui a obtenu 3 832 voix. Cette chute s'est traduite par une réduction significative du nombre de sièges, passant de 17 en 2018 à seulement 6 en 2024, reléguant la liste à la cinquième position.

## Actions politiques fédérales
En tant que secrétaire d'État chargé de la modernisation du SPF Finances, Bernard Clerfayt a introduit la déclaration simplifiée de revenus.

## Distinctions
- Commandeur de l'ordre de Léopold en 2024[9].
- Commandeur de l'ordre de Léopold II.